# 澤畠流星
澤畠 流星（さわはた りゅうせい、1997年1月3日 - ）は、日本の元俳優。茨城県出身。スターダストプロモーションに所属していた。

## 出演

### テレビドラマ
- 動物のお医者さん 第7話（2003年5月29日、テレビ朝日） - 二階堂稔 役
- 天花（2004年、NHK）
- 牙狼〈GARO〉シリーズ
  - 牙狼〈GARO〉（2005年、テレビ東京） - 冴島鋼牙（幼少期） 役
  - 牙狼〈GARO〉スペシャル 白夜の魔獣（2006年12月、CSファミリー劇場） - 鋼牙幼少 役
  - 牙狼〈GARO〉 〜MAKAISENKI〜 第15話（2012年1月19日、テレビ東京） - 冴島鋼牙（幼少期） 役
- 安宅家の人々（2008年、フジテレビ） - 安宅譲二（幼少期） 役
- 松本清張ドラマスペシャル 砂の器（2011年9月10日・11日、テレビ朝日） - 吉村弘（幼少期） 役
- DOCTORS〜最強の名医〜 第4話（2011年11月17日、テレビ朝日） - 河原崎司 役
- 幽かな彼女（2013年、関西テレビ） - 小久保健太 役

### 映画
- 20世紀少年（2008年、東宝） - オッチョ（幼少期） 役
- 牙狼-GARO- 〜RED REQUIEM〜（2010年、東北新社） - 冴島鋼牙（幼少期） 役
- 忍たま乱太郎（2011年、ワーナー・ブラザース映画） - 伊賀崎孫兵 役

### Webドラマ
- 愛してナイト（2004年） - 加藤橋蔵 役

### CM
- アジア野球選手大会（2002年 - 2003年）
- ちふれ化粧品（2002年 - 2003年）
- セガトイズ アンパンマンのはじめてマウスピコ（2002年）
- マクドナルド 品質広告衛星管理（2002年）
- トミー くまのプーさんファンファンタイム クルリンオーブンレンジ（2003年 - 2005年）
- イオン パワーアップセール（2004年）
- ハウステンボス チューリップ祭（2004年 - 2005年）
- 全日本空輸 名古屋（2005年）
- 任天堂 ニンテンドーDS用ソフト しゃべる!DSお料理ナビ（2006年）